# Helen van den Berg-Noë
Heleen Aldert van den Berg-Noë (Semarang, 18 juni 1919 - Bilthoven, 12 juli 2001) was universitair hoofddocent aan het Kunsthistorisch Instituut van de Universiteit Utrecht. Ze was specialist op het gebied van de Italiaanse schilder- en beeldhouwkunst, in het bijzonder die van Venetië.

## Levensloop
Helen - beter bekend als Heleen - werd op 18 juni 1919 te Semarang  geboren. Haar ouders, Aldert Noë en Martha Muller, waren kort na de promotie van haar vader in 1918 naar Nederlands-Indië vertrokken, waar hij leraar Nederlands geworden was. Kort na de geboorte van Heleen liep het huwelijk op de klippen, waarna de moeder van Martha Muller naar Indië kwam om voor het gezin te zorgen. In Bandung bezocht Heleen de lagere school en de eerste klas van de hogereburgerschool. Circa 1933 keerde het drietal terug naar Nederland, opdat Heleen haar middelbareschoolopleiding kon genieten in Haarlem. 
Noë studeerde kunstgeschiedenis in Utrecht en behaalde daar het kandidaatsexamen in 1941, doctoraalexamen in 1947 en promotie in 1953. Haar eerste leermeester was Willem Vogelsang. In 1943 weigerde zij om de loyaliteitsverklaring aan het Duitse gezag  te tekenen, hetgeen tot een breuk met Vogelsang leidde die dit wel had gedaan. De breuk tussen beiden werd pas jaren later geheeld. Vogelsang ging in 1945 met emeritaat, zodat Van den Berg moest afstuderen en promoveren bij zijn opvolger Jan Gerrit van Gelder.
Van 1947 tot 1949 was Van den Berg als wetenschappelijk assistent verbonden aan het Aartsbisschoppelijk Museum te Utrecht (het latere Catharijneconvent). In 1953 trad zij in dienst bij de Rijksuniversiteit Utrecht. Eerst verving zij tijdelijk Henk Schulte Nordholt toen die die tot hoogleraar te Groningen werd benoemd, en later Jan Emmens die naar Florence vertrok. Gedurende de eerste jaren van haar werkzaamheid aan de universiteit had zij de leiding over de snelgroeiende bibliotheek van het kunsthistorisch Instituut. Ze werkte mee aan de ontwikkeling van het vernieuwende maar nooit voltooide iconologische apparaat van William Heckscher. Pas in 1960 kwam Van den Berg in vaste dienst bij de universiteit, waar zij op 1 januari 1965 wetenschappelijk hoofdmedewerker werd. 
Waarschijnlijk heeft Van den Berg aan de faculteit te kennen gegeven het ambt van lector of hoogleraar te ambiëren, maar op 23 februari 1972 liet het College van Bestuur van de Utrechtse universiteit weten dat zij niet kon worden bevorderd. Eervol ontslag kreeg zij op eigen verzoek per 1 september 1983, toen zij, als een der eerste Nederlanders, gebruik maakte van de regeling voor vervroegde uittreding en prepensioen. Vervolgens keerde zij zich af van de kunsthistorische wereld. Zij wijdde zich aan het schilderen en bovendien aan de zorg voor een opmerkelijke hoeveelheid katten. 

### Katholicisme
Van huis uit was Heleen van den Berg doopsgezind, maar onder invloed van studie, contacten en bezoeken aan Italië bekeerde zij zich tot het katholicisme. 

## Onderzoek
Het magnum opus van Heleen van den Berg was haar boek uit 1954 over Karel van Manders levensbeschrijvingen van de Italiaanse schilders die deel uitmaken van het Schilder-boeck uit 1604. Haar boek behelst een kritische analyse van Van Manders bewerking van Giorgio Vasari's levensbeschrijvingen van kunstenaars die in het laatste kwart van de zestiende eeuw in Rome werkten. Het boek werpt licht op de verhouding van Van Mander en andere zestiende-eeuwse Nederlandse kunstenaars tot Italië. 
In Van den Bergs latere publicaties, over onder meer Lorenzo Lotto en Giorgione, nam de iconologie een prominente plaats in, waaruit de invloed blijkt van Heckscher. 

## Belangrijkste publicaties
- Carel van Mander en Italië. Beschouwingen en notities naar aanleiding van zijn ‘Leven des dees-tijtsche doorluchtighe Italiaensche Schilders’. Den Haag 1954. Uitgebreide handelsuitgave van een dissertatie uit 1953.
- ‘Annotazioni su rapporti fra la pittura veneziana e olandese alla fine del Cinquecento’, in Venezia e l'Europa. Atti del xviii Congresso Internazionale di Storia dell'Arte. Venetië 12/18-9-1955. Venetië 1956, p. 299-303.
- ‘Messer Giacomo en zijn “Laura,”’ Nederlands Kunsthistorisch Jaarboek ii (1960), p. 1-35.
- (met A. Esmeijer, J. Emmens, P. Singelenberg, red.). Nederlands Kunsthistorisch Jaarboek (NKJ) / Netherlands Yearbook for History of Art  vol. 15 (1964).
- 'Jacopo Tintoretto (1518-1594). De Verkondiging aan Maria', Onze Kunst 32 (1966).
- ‘Lorenzo Lotto e la decorazione del coro ligneo di S. Maria Maggiore in Bergamo’, Mededelingen van het Nederlands Instituut te Rome (1974), p. 145-164; ills. p. 203-208.[1]
- ‘Jacobus Hendricus Antonius Engelbregt Arnhem 27 februari 1908-Utrecht 13 mei 1979', Jaarboek van de Maatschappij der Nederlandse Letterkunde, 1981.